# Viitajärvi
Viitajärvi este o arie protejată (arie specială de conservare — SAC, sit de importanță comunitară — SCI, arie de protecție specială avifaunistică — SPA) din Finlanda întinsă pe o suprafață de 155 ha, integral pe uscat.

## Localizare
Centrul sitului Viitajärvi este situat la coordonatele 63°52′40″N 24°11′30″E / 63.8778°N 24.1917°E.

## Înființare
Situl Viitajärvi a fost declarat sit de importanță comunitară în august 1998 pentru a proteja 18 specii de animale. Alte tipuri de protecție:
- arie de protecție specială avifaunistică (în august 1998)[2]
- arie specială de conservare (în aprilie 2015)[1][3][4]

## Biodiversitate
Situată în ecoregiunea boreală, aria protejată conține 5 habitate naturale: Cursuri de apă de la nivel de câmpie la nivel montan, cu vegetație Ranunculion fluitantis și Callitricho-Batrachion, Lacuri și iazuri distrofice naturale, Mlaștini turboase de tranziție și turbării mișcătoare, Taiga vestică, Mlaștini împădurite.
La baza desemnării sitului se află mai multe specii protejate de  păsări (18): gâscă de semănătură (Anser fabalis), ciuf de câmp (Asio flammeus), rață-cu-cap-castaniu (Aythya ferina), rața moțată (Aythya fuligula), cocoșul de mesteacăn (Bonasa bonasia), erete vânăt (Circus cyaneus), lebădă de iarnă (Cygnus cygnus), ciocănitoare neagră (Dryocopus martius), cufundar polar (Gavia arctica), cocor (Grus grus), sfrâncioc roșiatic (Lanius collurio), Lyrurus tetrix tetrix, codobatura galbenă (Motacilla flava), notatița cu ciocul subțire (Phalaropus lobatus), corcodel-urechiat (Podiceps auritus), chiră de baltă (Sterna hirundo),  cocoș de munte (Tetrao urogallus), fluierar de mlaștină (Tringa glareola).
Pe lângă speciile protejate, pe teritoriul sitului au mai fost identificate 1 specie de mamifere.